# 인테르나시오날 FC 데 팔미라
인테르나시오날 FC 데 팔미라(스페인어: Internacional Fútbol Club de Palmira)는 콜롬비아 바예델카우카주 팔미라를 연고로 하는 축구단이다. 2024년 1월 10일에 창단되었으며, 카테고리아 프리메라 B에 참가하고 있다.